# Chanel (canción)
«Chanel» es una canción de la cantante estadounidense Becky G y el cantante mexicano Peso Pluma. La canción fue escrita por ambos junto a Edgar Barrera y Jesús Roberto Laija García. Fue producida por el cantante, Barrera, George Prajin, Jesús Iván Leal Reyes y Ernesto Fernández. Fue lanzada como sencillo el 30 de marzo de 2023 a través de Kemosabe y RCA Records como el sencillo principal del próximo álbum de estudio de Gomez, Esquinas, donde se incursionara en el regional mexicano.
La canción debutó en la lista Billboard Hot 100 la semana del 29 de abril en la posición número 88. Líricamente la canción habla de una plática entre una expareja, en la que el hombre quiere regresar con la chica, pero ella se niega. La canción es del género de los corridos tumbados, movimiento musical del regional mexicano.

## Antecedentes y lanzamiento.
Después de que Gomez trabajara con anterioridad en 4 ocasiones como artista invitada con cantantes del género regional mexicano, —en 2018 en la canción «Pienso en ti» de Joss Favela, en 2020 en el cover de «Jolene» con Chiquis Rivera, en 2022 en el remix de la canción «Ya acabó» del grupo Marca MP y en 2023 colaboró en «Te quiero besar» junto a Fuerza Regida— y que Peso Pluma ya había colocado dos canciones en los top globales de streaming, grabaron la primera canción de Becky de ese género como artista principal.
El compositor Edgar Barrera fue quién le mostró en Miami a Peso la idea de grabar con ella, por lo que Barrera se contactó con el equipo de Gomez y ella aceptó rápidamente.
Antes de que se diera a conocer la colaboración, el 29 de marzo de 2023, Gomez publicó una fotografía en Instagram y Facebook con la frase de la letra de la canción en su descripción, "Te llevé a Chanel", a lo que Peso le escribió en un comentario "También escogió Cartier", por lo que ahí iniciaron los rumores sobre una colaboración. El 30 de marzo «Chanel» se anunció oficialmente a través de la publicación de la portada del sencillo en las redes sociales de ambos y en las de Prajin Records, disquera a la que pertenece el cantante, y se estrenó la noche de ese mismo día.
Gomez comentó en una conversación entre ambos en un video en vivo en Instagram, que el día que escribieron la canción y se encontraban en el estudio de grabación se sentía nerviosa por conocer al mexicano y por la diferencia de sus voces y el respondió: "Yo también, de '¿Cómo crees?, Becky G en el estudio haciendo una rola', y cuando te montaste en el corito, dije '¡Tiene una voz!'".

## Recepción
La estación radiofónica UniRadio calificó el lanzamiento como: "...una sorpresa, debido a que normalmente ambos interpretan géneros diferentes", nombrando a Becky dentro del grupo de "artistas que no se resisten en querer hacer colaboraciones con él (Peso Pluma)". Fernanda Favela del periódico El Sol de Sinaloa la llamó: "una propuesta fresca y atractiva" concluyendo en que es "una canción con un ritmo contagioso". Martín Álvarez de El Imparcial, la nombró apresuradamente como "un éxito mundial".

## Desempeño comercial
La canción fue bien recibida en plataformas de streaming, ya que ocupó los primeros lugares en Spotify y Apple Music, generando tendencia en redes sociales.

## Video musical
El video musical dirigido por Ricky Álvarez y grabado en Los Ángeles fue lanzado el 6 de abril de 2023 y subido al canal oficial de YouTube de la cantante. En sus primeras dos semanas de lanzamiento acumuló 20 millones de reproducciones. Antes de ser lanzado, Becky G le expresó a Peso Pluma vía live: "Va a ser algo diferente, porque veo que tu estilo de video (musical) es otro, pero creo que lo que grabamos es como una película", mientras que el cantante le contó a la audiencia del live que: "Las ideas de Becky son las mejores ideas, de verdad".

## Presentaciones en vivo
Gómez y Peso Pluma interpretaron la canción juntos en vivo por primera vez en el Festival de Música y Artes de Coachella Valley el 14 de abril de 2023. La volvieron a interpretar el 20 de abril en los Latin American Music Awards de ese año, ceremonia a la que ella estaba nominada en 9 categorías y ganó 4 premios diciendo: "Mi sangre mexicana es todo para mí. Es la sangre que corre por mis venas... No cambia la historia de mi apellido, Gómez, que para mí es un orgullo poder llevar en cada escenario, en cada plataforma, en cada oportunidad. Gracias a toda mi gente en México. ¡Viva México!...". Después de esa presentación, los aficionados y medios de comunicación iniciarion con especulaciones sobre una posible relación entre los cantantes.

## Posiciones en listas
| Lista (2023)                       | Mejor posición |
| ---------------------------------- | -------------- |
| Global 200 (Billboard)             | 49             |
| México (Mexico Songs)              | 11             |
| Estados Unidos (Billboard Hot 100) | 56             |
| Estados Unidos (Hot Latin Songs)   | 8              |

## Certificaciones
| País           | Organismo certificador | Certificación        | Ventas certificadas | Ref.   |
| -------------- | ---------------------- | -------------------- | ------------------- | ------ |
| México         | AMPROFON               | platino              | 140 000             | [ 28 ] |
| Estados Unidos | RIAA                   | 15x Diamante (Latin) | 780 000             | [ 29 ] |

## Historial de lanzamientos
| Región | Fecha               | Formato                     | Etiqueta                  | Ref.   |
| ------ | ------------------- | --------------------------- | ------------------------- | ------ |
| Varios | 30 de marzo de 2023 | Descarga digital, streaming | Kemosabe, RCA, Sony Latin | [ 30 ] |

## Premios y nominaciones
| Año  | Premios          | Categoría                      | Resultado | Ref.   |
| ---- | ---------------- | ------------------------------ | --------- | ------ |
| 2023 | Premios Juventud | Mejor Fusión Regional Mexicano | Nominado  | [ 31 ] |
| 2023 | Premios MTV Miaw | Junte del Año                  | Nominado  | [ 32 ] |